# Heico Hübner

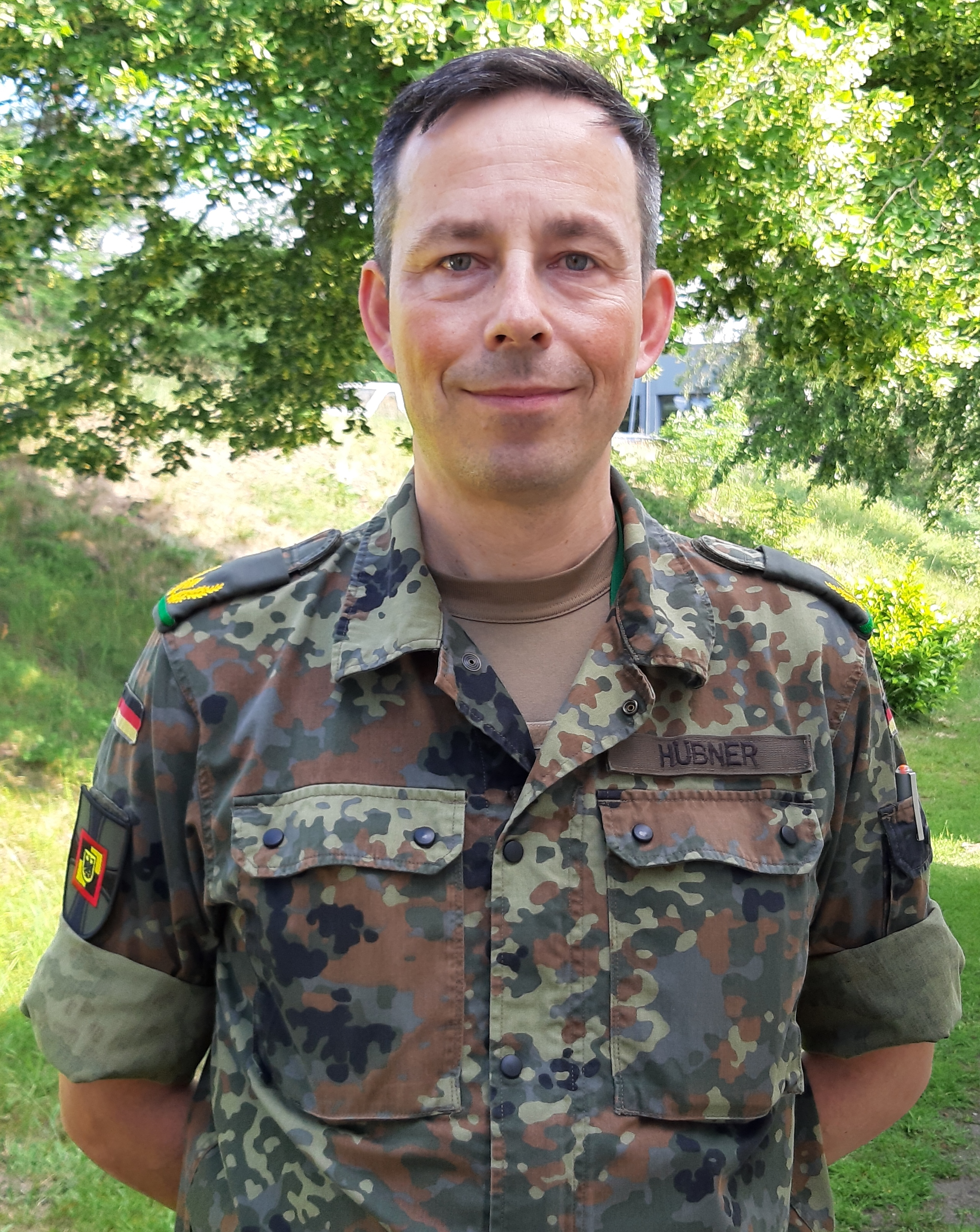
Heico Hübner als Brigadegeneral (2019)

Heico Hübner (* 3. Juni 1968 in Bielefeld) ist ein deutscher Offizier, Generalmajor des Heeres der Bundeswehr und seit dem 21. Oktober 2021 Kommandeur der 1. Panzerdivision in Oldenburg.

## Militärische Laufbahn

### Ausbildung und erste Verwendungen
Beförderungen
- 1989 Leutnant
- 1991 Oberleutnant
- 1995 Hauptmann
- 2000 Major
- 2003 Oberstleutnant
- 2012 Oberst
- 2017 Brigadegeneral
- 2022 Generalmajor[2]

Hübner trat 1987 als Wehrpflichtiger im Panzergrenadierbataillon 212 in Augustdorf in die Bundeswehr ein. Von 1987 bis 1990 folgte die Ausbildung zum Panzergrenadieroffizier im Panzergrenadierbataillon 13 in Wesendorf. Von 1990 bis 1991 wurde Hübner wiederum beim Panzergrenadierbataillon 212 als Zugführer eingesetzt. Anschließend studierte er von 1991 bis 1995 Betriebswirtschaftslehre an der Universität der Bundeswehr in Hamburg. Nach Abschluss seines Studiums wurde Hübner von 1995 bis 1997 erneut als Zugführer beim Panzergrenadierbataillon 212 verwendet. Im Anschluss folgte eine Verwendung als Kompaniechef der 2./Panzergrenadierbataillon 332. Von 2000 bis 2001 war Hübner Hörsaalleiter am VN-Ausbildungszentrum der Bundeswehr in Hammelburg.

### Dienst als Stabsoffizier

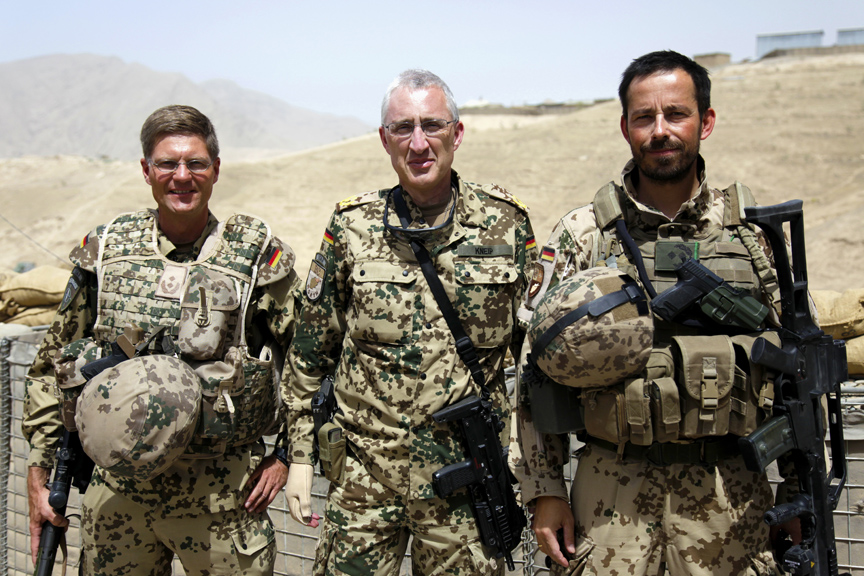
Generalmajor Markus Kneip (Mitte) mit Oberstleutnant Peter Mirow (links) und Oberstleutnant Heico Hübner in Afghanistan (2011)

Von 2001 bis 2003 absolvierte Hübner die Generalstabsausbildung an der Führungsakademie der Bundeswehr in Hamburg. Die erste Verwendung als Stabsoffizier führte ihn als Planungsstabsoffizier G3 zum Heeresführungskommando nach Koblenz. Von 2005 bis 2006 absolvierte Hübner die amerikanische Generalstabsausbildung am US Army Command and General Staff College in Fort Leavenworth (Kansas), USA. Anschließend war er als Referent (Fü H III 2) im Führungsstab des Heeres beim Bundesministerium der Verteidigung in Bonn eingesetzt. Von 2009 bis 2011 kommandierte Hübner das Panzergrenadierbataillon 212. Im Anschluss wurde er 2012 als Stabsoffizier beim Leiter Planungsstab in das Bundesministerium der Verteidigung nach Berlin versetzt. Im selben Jahr wurde er Stellvertretender Adjutant des Bundesministers der Verteidigung, Thomas de Maizière. Von 2013 bis 2016 war er Adjutant der nachfolgenden Bundesministerin der Verteidigung, Ursula von der Leyen.

### Dienst als General
Am 9. Dezember 2016 übernahm Hübner von Brigadegeneral Kai Rohrschneider das Kommando über die Panzerbrigade 21 „Lipperland“ in Augustdorf. Auf diesem Dienstposten erfolgte auch die Beförderung zum Brigadegeneral. Diesen Dienstposten übergab er am 7. Juni 2018 an Oberst Ansgar Meyer und wurde als Nachfolger von Brigadegeneral Jürgen-Joachim von Sandrart Büroleiter des Generalinspekteurs der Bundeswehr General Eberhard Zorn im Bundesministerium der Verteidigung am Dienstsitz Berlin. Im Oktober 2021 wurde er, erneut als Nachfolger von Jürgen-Joachim von Sandrart, Kommandeur der 1. Panzerdivision und übergab seine Aufgabe im Ministerium an Flottillenadmiral Ralf Kuchler.

### Auslandseinsätze
- 1999 KFOR Kompaniechef Jägerkompanie
- 2011 ISAF Kommandeur Ausbildungs- und Schutzbataillon Masar-e Scharif

### Auszeichnungen
- Ehrenkreuz der Bundeswehr in Gold
- Ehrenkreuz der Bundeswehr in Silber
- Einsatzmedaille der Bundeswehr KFOR Bronze
- NATO-Medaille KFOR
- Einsatzmedaille der Bundeswehr ISAF Bronze
- Einsatzmedaille der Bundeswehr Gefecht
- NATO-Medaille ISAF
- Oderflutmedaille
- Eisenhower Award, US Army Command and General Staff College

## Privates
Hübner ist verheiratet und hat zwei Kinder.